# Dipylidiidae
Die Dipylidiidae (von griech. di „zwei“ und pyle „Tor“, „Öffnung“) sind eine Familie der Echten Bandwürmer mit parasitischer Lebensweise. Sie befallen vor allem Hunde und Katzen, die meisten ihrer Vertreter können auch beim Menschen vorkommen und sind damit Zoonoseerreger. Als Zwischenwirte dienen Insekten.

## Merkmale
Alle Vertreter haben einen Scolex mit vier deutlichen Saugnäpfen. Jedes Bandwurmglied besitzt eine Geschlechtsanlage mit Uterus, Hoden und Genitalpore. Letztere ist doppelt angelegt und seitlich angeordnet, was für die Familie namensgebend war. Die reifen Bandwurmglieder sind länger als breit und ähneln Gurkenkernen, was zu dem Trivialnamen Gurkenkernbandwurm für die Art Dipylidium caninum geführt hat.

## Systematik
Gattungen und wichtige Vertreter sind:
- Dipylidium Leuckart, 1863
  - Gurkenkernbandwurm (Dipylidium caninum)
  - Dipylidium oerleyi
  - Dipylidium porimamillanum
  - Dipylidium sexcoronatum
- Joyeuxiella Fuhrmann, 1935
  - Joyeuxiella echinorhynchoides
  - Joyeuxiella pasqualei 
  - Joyeuxiella rossicum
- Diplopylidium Beddard, 1913
  - Diplopylidium acanthotretum
  - Diplopylidium monoophorum
  - Diplopylidium noelleri
  - Diplopylidium quinquecoronatum